# Sphecodes pseudocrassus
Sphecodes pseudocrassus is een vliesvleugelig insect uit de familie Halictidae. De wetenschappelijke naam van de soort is voor het eerst geldig gepubliceerd in 1924 door Blüthgen.